# Asperula tinctoria
Aspérule des teinturiers, Aspérule tinctoriale
Espèce
Classification APG III (2009)
Synonymes
- Asterophyllum tinctorum (L.) Schimp. & Spenn., 1829
- Cynanchica tinctoria (L.) Fourr., 1868
- Galium triandrum Hyl., 1945[1]

Asperula tinctoria, de noms communs Aspérule des teinturiers ou Aspérule tinctoriale, est une espèce de plantes vivaces de la famille des Rubiaceae et du genre Asperula.

## Description

### Appareil végétatif

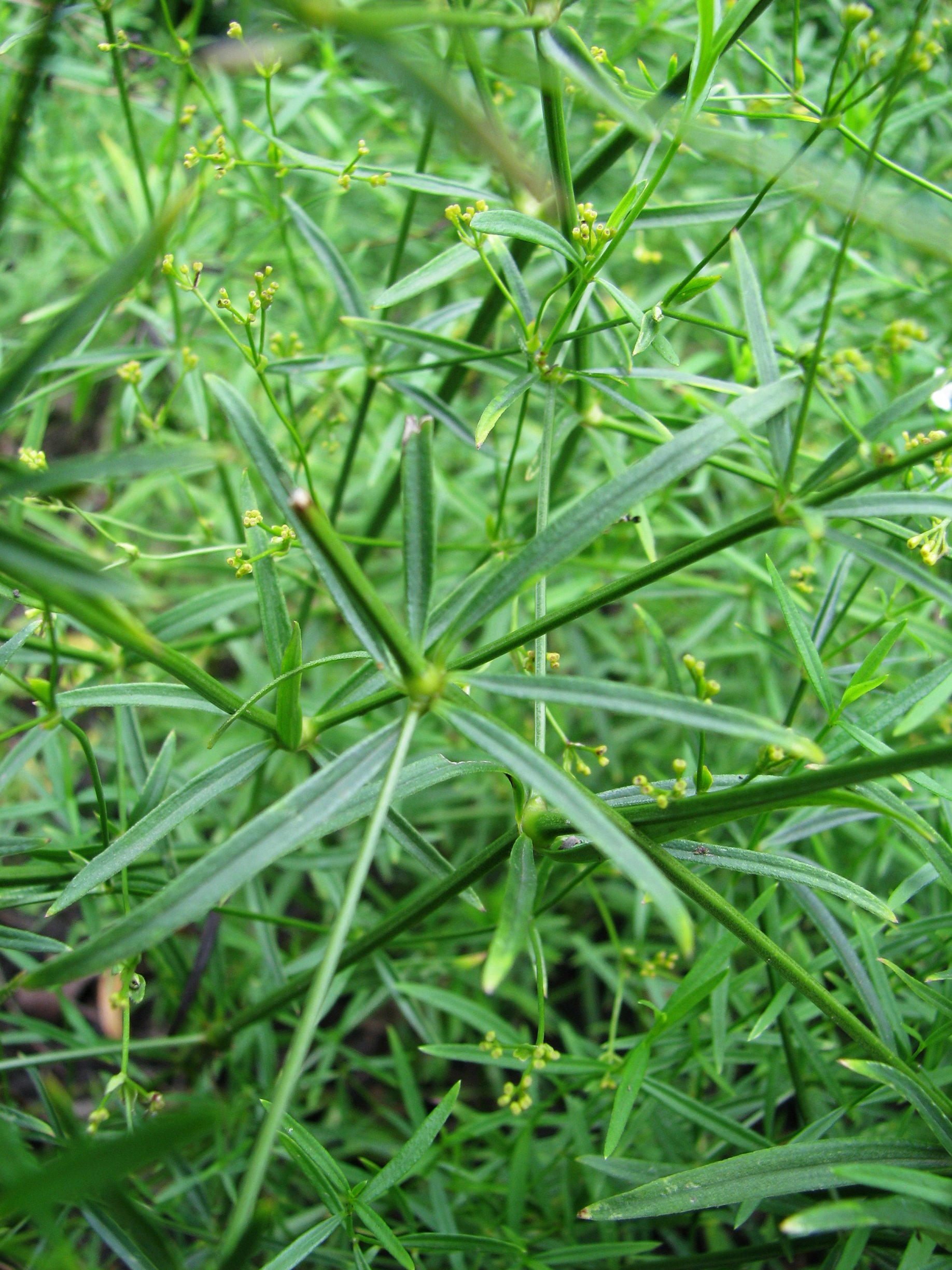
Appareil végétatif.

C'est une plante vivace, glabre, de 30 à 60 cm de hauteur, à tige florifère dressée ou ascendante, rameuse dans le haut, à 4 angles ; le rhizome est rougeâtre, grêle et rampant. Les feuilles moyennes de la tige verticillées sont groupées par 4-6, à limbe foliaire linéaire-lancéolé, glabre sur les faces, rugueux sur les marges ; les feuilles supérieures sont opposées ou verticillées par 3 ou 4.

### Appareil reproducteur

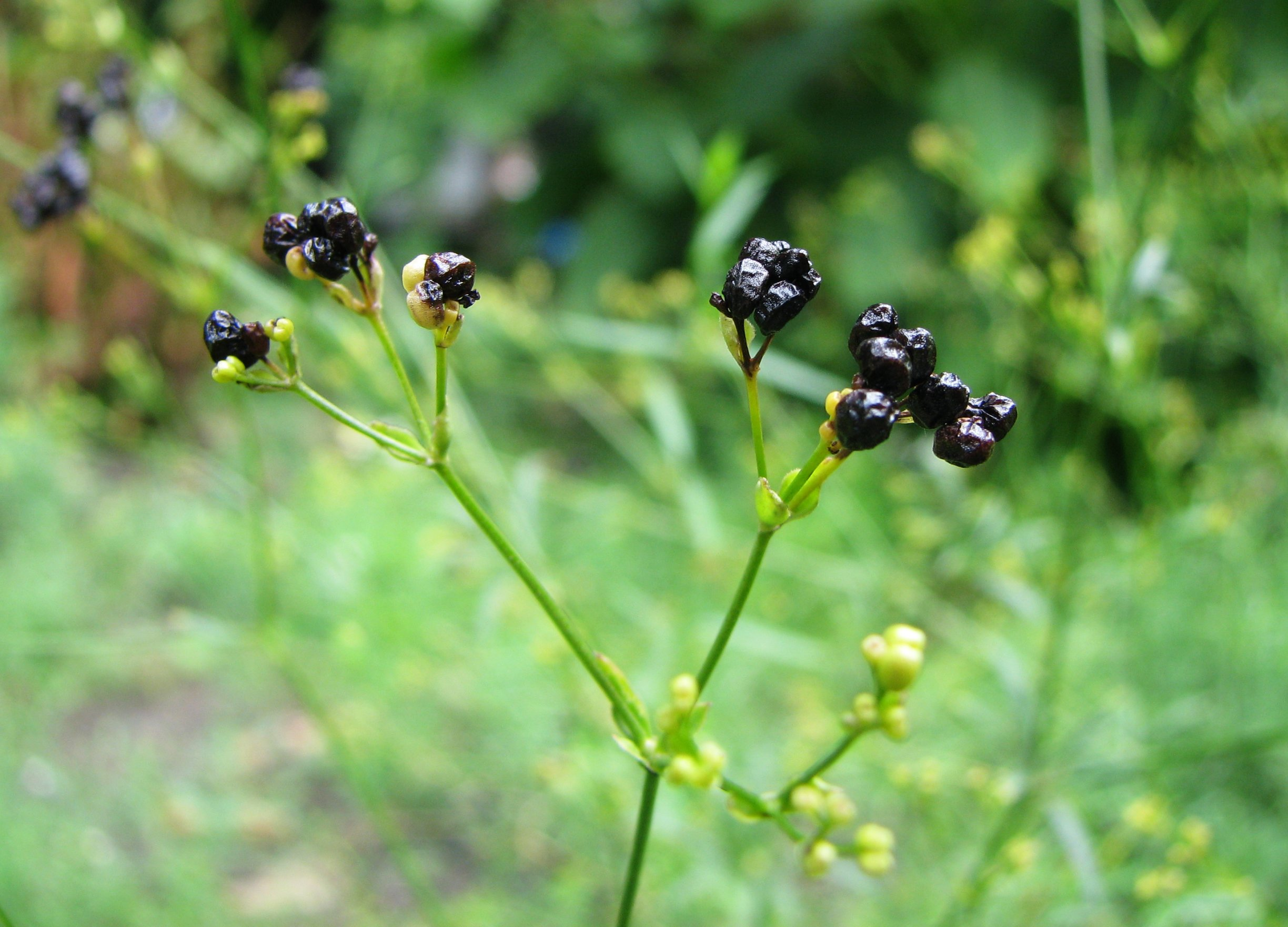
Fruits : akènes.

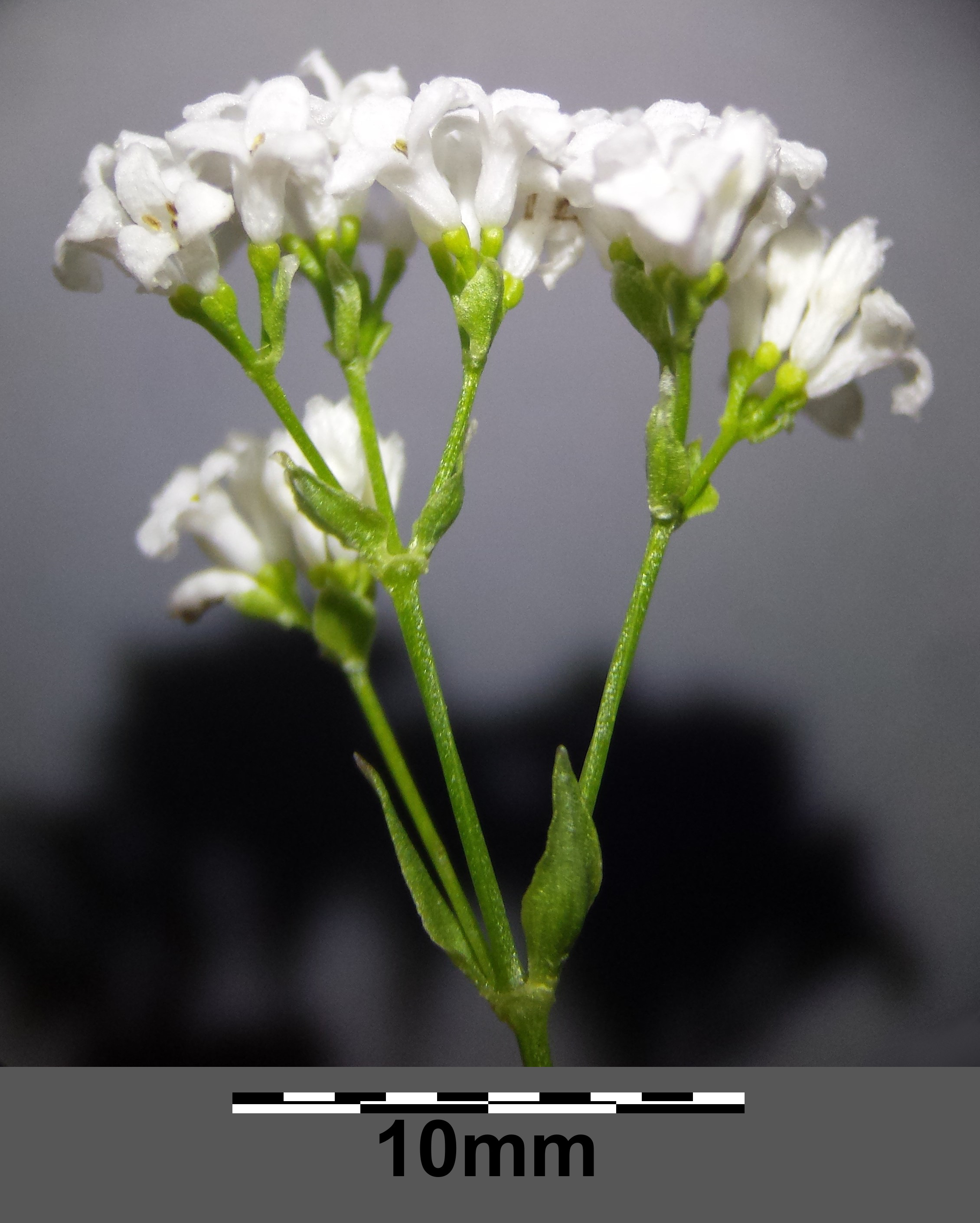
Fleurs (détail).

Les fleurs sont d'un blanc-rosé, en petites grappes lâches et rameuses, à pédicelle grêle, accompagnées de bractées ovales ; la corolle est à tube étroit, plus long que ses 3 lobes. Les fruits sont des akènes, glabres et lisses. La floraison a lieu en juin et juillet.

### Confusions possibles
L'espèce est proche d'Asperula cynanchica qui est bien plus répandue ; elle en diffère par sa souche rhizomateuse et grêle (épaisse et lignifiée chez Asperula cynanchica), par ses bractées florales larges (linéaires chez Asperula cynanchica) et par ses fruits lisses (tuberculeux ou papilleux chez Asperula cynanchica).

## Habitat et écologie

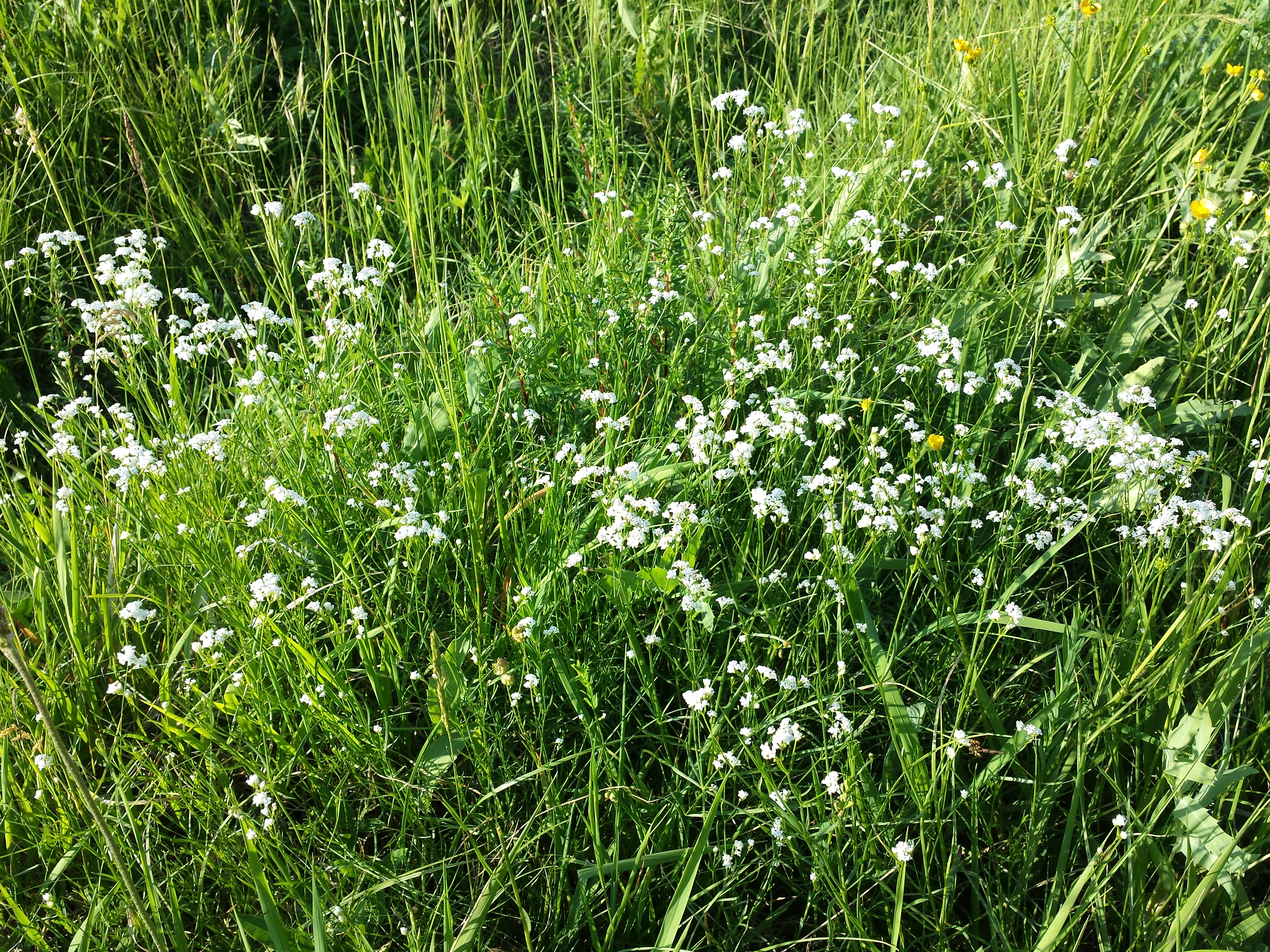
Aspérules des teinturiers.

La plante est hémicryptophyte. Elle peut former des populations en taches assez denses, dans les pré-bois, les clairières, les bois clairs, surtout sur sol calcaire ; depuis la plaine jusqu'à l'étage montagnard, vers 1700 m d'altitude.

## Répartition
L'Aspérule des teinturiers est une espèce medioeuropéenne, présente depuis la Scandinavie et la France jusqu'à l'Italie, aux Balkans, à l'Ukraine, à l'Oural. En France, sa répartition est très disjointe ; elle est présente en Alsace, en Franche-Comté, dans les Hautes Alpes et dans les Préalpes drômoises, dans les Cévennes et les Causses et dans les Pyrénées centrales ; elle très localisée en plaine, dans le sud-est de l'Île-de-France ; pratiquement absente ailleurs.

## Usages
Comme beaucoup d'Aspérules, la plante noircit fortement en se desséchant. Les racines, comme celle de la Garance (Rubia tinctoria) contiennent un colorant rouge employé autrefois pour teindre la laine.
L'aspérule des teinturiers peut être une plante ornementale ; elle appréciera un sol drainant et une exposition à mi-ombre. De nouveaux plants peuvent être obtenus par semis, boutures, ou divisions.

## Sous-espèces
- Asperula tinctoria subsp. hungarorum (Borbás) Soó
- Asperula tinctoria subsp. tinctoria[4]